# Eurythmics
Eurythmics – brytyjski duet muzyczny, założony w 1980 przez Annie Lennox i Davida Stewarta, tworzący muzykę synthpopową, a w późniejszym okresie swojej działalności także pop-rockową. Duet zdobył światową sławę dzięki singlowi „Sweet Dreams (Are Made of This)” w 1983. Do największych przebojów grupy zalicza się także „Love Is a Stranger”, „Who’s That Girl?”, „Here Comes the Rain Again”, „There Must Be an Angel” i „The Miracle of Love”.
Zespół należał do najpopularniejszych wykonawców lat 80., zdobywając światową sławę i liczne nagrody. Do roku 2005 nagrania Eurythmics rozeszły się w liczbie ponad 75 milionów egzemplarzy. Utwory duetu charakteryzują się oryginalnymi aranżacjami Stewarta, podkreślonymi mocnym, altowym głosem wokalistki Annie Lennox. Zespół zdobył również szerokie uznanie dzięki innowacyjnym, a także często kontrowersyjnym teledyskom. W 2022 wprowadzony do Rock and Roll Hall of Fame.

## Historia

### 1975–1981: Początki
Pierwsze spotkanie Annie Lennox i Dave’a Stewarta miało miejsce w połowie lat 70. w jednej z londyńskich restauracji, gdzie Lennox pracowała jako kelnerka. Podobno pierwsze słowa jakie skierował do niej Stewart, brzmiały: „Czy wyjdziesz za mnie?”. Nie wyszła, lecz zostali parą i rozpoczęli wspólną działalność muzyczną. W 1975 razem z Peetem Coombesem założyli rockowe trio The Catch. Pierwszy i jedyny singel tej grupy, z piosenkami „Borderline” i „Black Blood”, ukazał się w 1977. Został wydany w liczbie kilkuset egzemplarzy i nie okazał się sukcesem. W tym samym roku zespół The Catch przekształcił się w The Tourists. Pod tą nazwą muzykom udało się nagrać trzy albumy, z których największą popularność osiągnął Reality Effect (#23 w Wielkiej Brytanii). Na przełomie lat 1979/1980 zespół wylansował też dwa przeboje, w tym cover utworu „I Only Want to Be with You” Dusty Springfield, który wszedł na listy przebojów w kilku krajach. Mimo to The Tourists nie potrafili wybić się na rynku muzycznym i nie osiągnęli wielkiego sukcesu. Wraz z rozpadem grupy na początku 1980, zakończył się także związek Lennox i Stewarta.
Dwoje muzyków postanowiło kontynuować karierę muzyczną jako duet. Chcieli tworzyć muzykę bardziej popową, eksperymentując też z elektroniką i awangardowymi brzmieniami. Jeszcze w 1980 nazwali swój duet Eurythmics (od słowa „eurytmia”), a wkrótce podpisali kontrakt z wytwórnią RCA Records. Nagrywając swój pierwszy album zespół pracował z producentem Connym Plankiem. Efektem tej współpracy był debiutancki album In the Garden, wydany jesienią 1981 roku, utrzymany w stylu nowofalowym z elementami rocka psychodelicznego. Pierwszy singel z płyty, „Never Gonna Cry Again”, osiągnął niewielki sukces na brytyjskich listach, docierając jedynie do 63. miejsca. Album, mimo że dobrze oceniony przez krytyków, nie zyskał szerszej popularności i nie wszedł na żadne listy sprzedaży. Drugi singel, „Belinda” też okazał się klęską komercyjną.

### 1982–1984: Przełom i międzynarodowy sukces
Mimo niepowodzenia, duet nagrał w 1982 kolejne trzy single. Dwa pierwsze, „This Is the House” i „The Walk”, nie odniosły sukcesu. W tym czasie Lennox przeżywała załamanie nerwowe, a Stewart trafił do szpitala z powodu odmy opłucnowej. Jednak wydany pod koniec roku singel „Love Is a Stranger” dotarł do pozycji 54. w Wielkiej Brytanii, co było największym dotychczas sukcesem grupy. W teledysku do tego nagrania Annie Lennox występowała przebrana zarówno za kobietę-prostytutkę, jak i mężczyznę, co wywołało spore kontrowersje.
Prawdziwą sławę duetowi przyniósł jednak dopiero drugi album Sweet Dreams (Are Made of This) i pochodzący z niego tytułowy singel „Sweet Dreams”, wydane na początku 1983. Singel osiągnął oszołamiający sukces, docierając do pierwszego miejsca amerykańskiej listy Billboard Hot 100 i drugiego miejsca w Wielkiej Brytanii. Do utworu został nakręcony legendarny już teledysk, w którym Lennox zaprezentowała swój charakterystyczny image kobiety z krótkimi, pomarańczowymi włosami, ubranej w męski garnitur. Zwłaszcza w Ameryce wizerunek artystki wywołał oburzenie, przez pewien czas zakazane nawet było emitowanie tego wideoklipu w MTV. Publiczność miała także wątpliwości, czy utwór wykonuje kobieta czy mężczyzna. Ostatecznie teledysk ten zdobył nagrodę MTV w kategorii Best New Artist (była to także pierwsza w historii nagroda przyznana w tej kategorii). W kwietniu singel „Love Is a Stranger” został wydany ponownie, tym razem radząc sobie o wiele lepiej na listach przebojów w Wielkiej Brytanii. Płyta Sweet Dreams (Are Made of This) uzyskała status platynowej w Wielkiej Brytanii i złotej w Stanach Zjednoczonych. Annie Lennox pojawiła się na okładce pisma Rolling Stone. Zespół był wówczas u szczytu swojej sławy. Wydane zostało także pierwsze wideo zespołu Sweet Dreams (The Video Album), zawierające koncertowe nagrania utworów z płyty.
Pod koniec 1983 duet wydał kolejny album, zatytułowany Touch. Stylistycznie był on kontynuacją elektronicznego brzmienia znanego z poprzedniej płyty i podobnie jak ona, okazał się sukcesem zarówno artystycznym, jak i komercyjnym. Był to pierwszy album #1 zespołu w Wielkiej Brytanii, a także najwyżej notowany album w Stanach Zjednoczonych (#7). Pierwszy singel promujący wydawnictwo, „Who’s That Girl?”, uplasował się na wysokich pozycjach list przebojów stając się jednym z największych hitów Eurythmics. W teledysku do tej piosenki Lennox ponownie eksperymentowała ze swoim wizerunkiem, wcielając się w rolę zarówno kobiety, jak i mężczyzny. Drugi singel „Right by Your Side”, mimo słabych notowań, także stał się przebojem. Ogromny sukces odniósł „Here Comes the Rain Again”, stając się jednym z największych hitów duetu. Płyta Touch zdobyła status platynowej po obu stronach Atlantyku.
W 1984 wytwórnia Virgin Records zaproponowała zespołowi nagranie ścieżki dźwiękowej do filmu 1984, opartego na powieści Rok 1984 George’a Orwella. Duet zgodził się, a muzyka, którą stworzył, ukazała się na płycie 1984 (For the Love of Big Brother). Nie zyskała ona jednak takiej przychylności krytyków, jak poprzednie krążki, i sprzedawała się znacznie gorzej. Reżyser filmu, Michael Radford, negatywnie wyraził się o ścieżce dźwiękowej Eurythmics. Podczas gali rozdania nagród Evening Standard British Film Awards stwierdził, że muzyka zespołu została mu narzucona przez Virgin Records. Zespół oświadczył, iż nie zgodziłby się na nagranie muzyki do filmu, gdyby wiedział, że nie ma na to zgody reżysera. Mimo tych kontrowersji pierwszy singel ze ścieżki dźwiękowej, „Sexcrime (Nineteen Eighty-Four)”, stał się wielkim przebojem na Wyspach Brytyjskich. W Stanach Zjednoczonych poradził sobie o wiele gorzej, najprawdopodobniej ze względu na swój tytuł, który w tym kraju był odbierany jako zbyt szokujący. Drugą piosenką promującą album została ballada „Julia”, przeszła ona jednak bez echa.

### 1985–1989: Nowe brzmienie

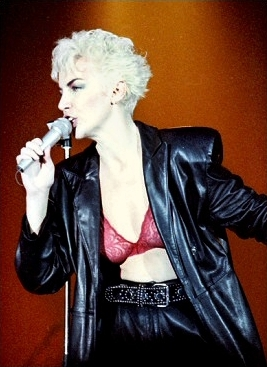
Annie Lennox podczas trasy Revenge Tour w 1986 roku

Następny album duetu Be Yourself Tonight ukazał się w 1985 i jest uważany za jeden z najlepszych w historii zespołu. Został wyprodukowany w ciągu jednego tygodnia w Paryżu i odsuwał się nieco od dotychczasowego, elektronicznego stylu zespołu w stronę brzmienia bardziej rockowego z elementami R&B. Zespół chciał tym razem zastosować większą ilość „żywych” instrumentów. Pierwszy przebój z płyty, „Would I Lie to You?”, zajął wysokie miejsca na listach singli w Stanach Zjednoczonych i w Wielkiej Brytanii. Jeszcze większy sukces spotkał drugi singel „There Must Be an Angel (Playing with My Heart)”, który dostał się na pierwsze miejsce w Wielkiej Brytanii (jest to jedyny numer 1 Eurythmics w tym kraju) i stał się jednym z największych hitów duetu. Gościnnie w tym utworze pojawił się Stevie Wonder, grając solową partię na harmonijce ustnej. Z kolei do nagrania piosenki „Sisters Are Doin’ It for Themselves” zespół zaprosił soulową wokalistkę Arethę Franklin. Utwór ten, zawierający feministyczne przesłanie, stał się trzecim singlem i również osiągnął sukces. Czwartym i ostatnim singlem z albumu była piosenka „It’s Alright (Baby’s Coming Back)”.
W roku 1986 ukazała się kolejna płyta Eurythmics, zatytułowana Revenge. Brzmieniowo była jeszcze bardziej rockowa od poprzedniej. Mimo negatywnych ocen krytyków album ten sprzedawał się bardzo dobrze na całym świecie. W Wielkiej Brytanii album okazał się kolejnym sukcesem wydawniczym, docierając do miejsca 3. na listach sprzedaży. Jako pierwszy singel wydano piosenkę „When Tomorrow Comes”. Następny, „Thorn in My Side”, osiągnął jeszcze większy sukces. Z kolei w USA dużą popularność zdobyło nagranie „Missionary Man” (#14 na liście Billboard Hot 100). Piosence tej towarzyszył oryginalny, innowacyjny teledysk, a samo nagranie zostało nagrodzone nagrodą Grammy jako najlepszy utwór rockowy zespołu lub duetu. Rockowa ballada „The Miracle of Love” została wydana na singlu pod koniec roku i choć osiągnęła na listach średni sukces, to jest dziś jednym ze sztandarowych utworów Eurythmics. W tym samym roku zespół wyruszył na największą trasę koncertową w swojej karierze, Revenge Tour. Okazała się ona wielkim sukcesem, a jeden z występów został zarejestrowany i wydany na kasecie VHS, zatytułowanej Live. W tym czasie Dave Stewart zadebiutował jako producent muzyczny (m.in. Boba Dylana), a Annie Lennox na krótko zajęła się aktorstwem.

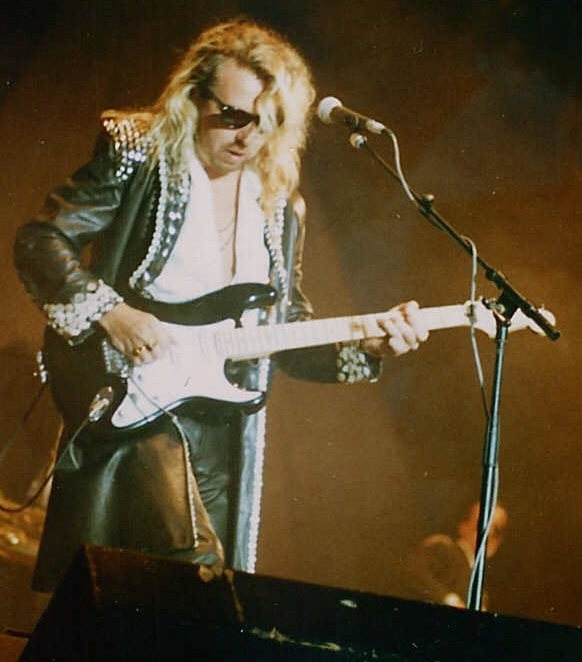
David Stewart podczas festiwalu Rock am Ring w Niemczech w 1987 roku

Savage – następna płyta duetu – została wydana w 1987. Jako całość nie brzmiała tak komercyjnie jak dwa poprzednie albumy, a teksty napisane przez Annie Lennox miały nieco feministyczny wydźwięk. Płyta zebrała mieszane recenzje i sprzedawała się gorzej od poprzednich wydawnictw. Dwa pierwsze single, „Beethoven (I Love to Listen to)” i „Shame” osiągnęły średni sukces. Rockowe nagranie „I Need a Man”, wydane na singlu w 1988, poradziło sobie na listach nieco lepiej. Sporym sukcesem okazał się też singel „You Have Placed a Chill in My Heart”, który dotarł do 16. miejsca na liście brytyjskiej, co było jednym z ostatnich tak dużych sukcesów zespołu. Płycie towarzyszyła wersja video albumu, na której znalazły się teledyski do każdego z utworów.
Kolejny album, We Too Are One został wydany w 1989 i choć zdobył niezbyt pochlebne recenzje, to w Wielkiej Brytanii zadebiutował na miejscu pierwszym listy sprzedaży. W USA spotkał się z mniejszym sukcesem, docierając jedynie do pierwszej czterdziestki. Stylowo płyta była powrotem do pop-rockowego brzmienia. Pierwszy singel, „Revival”, osiągnął średni sukces, a kolejny, „Don’t Ask Me Why”, był jedynym singlem z albumu, któremu udało się wejść na amerykańską listę. Teledysk do „The King and Queen of America” wywołał w USA skandal. Zdaniem niektórych, duet szydził z Amerykanów – w klipie sparodiowane zostały amerykańskie gwiazdy, przywódcy i ideały. Czwartym singlem był utwór „Angel”, piosenka napisana przez Lennox po urodzeniu synka Daniela, który zmarł przy porodzie. Piosenka „(My My) Baby’s Gonna Cry”, była jedynym singlem w całej karierze zespołu wydanym w USA, a nie w Wielkiej Brytanii. Wydana została kaseta VHS zatytułowana We Two Are One Too, na której znajdowały się m.in. nagrania z trasy Revival Tour.

### 1990–1998: Rozpad zespołu, kariery solowe
Na przełomie lat 1989 i 1990 zorganizowana została trasa koncertowa Revival Tour i stała się ona dużym sukcesem. Jednak narastające różnice między Lennox i Stewartem na polu artystycznym doprowadziły ostatecznie do rozpadu zespołu (choć koniec działalności duetu nigdy nie został ogłoszony oficjalnie). Dave Stewart zajął się pisaniem muzyki do filmów, a wcześniej, w 1989, razem z saksofonistką Candy Dulfer wylansował duży hit „Lily Was Here”. Założył też zespół The Spiritual Cowboys, z którym nagrał dwie płyty, natomiast Annie Lennox w 1988 nagrała w duecie z Al Greenem piosenkę „Put a Little Love in Your Heart”. Wokalistka potrzebowała przerwy, by zająć się życiem rodzinnym. W 1991 ukazała się składanka największych hitów Eurythmics, Greatest Hits. Zadebiutowała ona w Wielkiej Brytanii na miejscu 1. i stała się również bestsellerem na światowych listach sprzedaży. Kompilację promowały dwa single z remiksami starszych hitów: „Love Is a Stranger” i „Sweet Dreams”.
W kolejnych latach członkowie duetu zajęli się karierami solowymi. Na tym polu większy sukces odniosła zdecydowanie Annie Lennox, której płyty Diva (1992) i Medusa (1995) sprzedawały się bardzo dobrze i zdobyły pozytywne recenzje. Wokalistka wylansowała również takie hity jak „Why”, „Walking on Broken Glass”, „Love Song for a Vampire” i „No More »I Love You's«”. Dave Stewart wydał kilka albumów studyjnych m.in. Greetings from the Gutter w 1995 czy Sly-Fi w 1998, lecz żaden z nich nie odniósł sukcesu.

### 1999–2005: Powrót i definitywny koniec zespołu
16 lutego 1999 na gali Brit Awards w Londynie Eurythmics odebrali specjalną nagrodę za wybitne zasługi dla brytyjskiej muzyki. Wykonali swoje największe hity, a na scenie towarzyszył im Stevie Wonder. W tym samym roku nastąpiła krótka reaktywacja zespołu. Wydany został nowy album, Peace, który spotkał się z dobrym przyjęciem krytyków jak i fanów. Pierwszym singlem promującym płytę był utwór „I Saved the World Today”. Stał się on sporym hitem, docierając do miejsca 11. w Wielkiej Brytanii. Kolejny singel, „17 Again”, osiągnął mniejszy sukces, ale zdobył za to 1. miejsce na amerykańskiej liście Hot Dance Club Play. Zespół ruszył w trasę koncertową Peacetour, a relację jednego z koncertów wydano na DVD. W 2000 duet występował na licznych festiwalach europejskich, m.in. niemieckim Rock am Ring, a w 2001 Dave Stewart wystąpił razem z U2 na koncercie dobroczynnym America: A Tribute to Heroes.
W listopadzie 2003 Eurythmics zagrali na koncercie charytatywnym z serii 46664 w Kapsztadzie, w którego organizację duży wkład miał David Stewart. Zespół wykonał trzy piosenki, w tym jedną wspólnie z Youssou N’Dourem. Dwa lata później wydana została składanka Ultimate Collection, zawierająca największe hity zespołu. Znalazły się na niej dwa premierowe utwory, w tym singel „I've Got a Life”. W tym samym roku wszystkie studyjne albumy Eurythmics zostały zremasterowane i wydane ponownie w digipackach z bonusowymi nagraniami. Były dostępne osobno lub w formie box setu, pod nazwą Boxed. Duet wystąpił w kilku programach telewizyjnych w celu promowania składanki i singla, m.in. w Top of the Pops. Choć nigdy oficjalnie nie ogłoszono rozwiązania zespołu, to od 2005 Annie Lennox i Dave Stewart nie występują jako Eurythmics. W 2009 Lennox powiedziała, że reaktywacja duetu nie jest możliwa, gdyż byłby to dla niej „krok do tyłu”.

## Dyskografia

### Albumy studyjne
- 1981: In the Garden
- 1983: Sweet Dreams (Are Made of This)
- 1983: Touch
- 1985: Be Yourself Tonight
- 1986: Revenge
- 1987: Savage
- 1989: We Too Are One
- 1999: Peace

## Nagrody
- 1984: Brit Award w kategorii Best British Female Artist dla Annie Lennox
- 1984: Nagroda Ivora Novello w kategorii Songwriters of the Year
- 1984: MTV Video Music Award w kategorii Best New Artist za teledysk „Sweet Dreams”
- 1986: Brit Award w kategorii Best British Female Artist dla Annie Lennox
- 1986: Brit Award w kategorii Best British Producer dla Davida Stewarta
- 1987: Brit Award w kategorii Best British Producer dla Davida Stewarta
- 1987: Nagroda Grammy w kategorii Best Rock Performance by a Duo or Group with Vocal za piosenkę „Missionary Man”
- 1987: Nagroda Ivora Novello w kategorii Songwriters of the Year
- 1987: Nagroda Ivora Novello w kategorii Best Contemporary Song za piosenkę „It’s Alright (Baby’s Coming Back)”
- 1989: Brit Award w kategorii Best British Female Artist dla Annie Lennox
- 1990: Brit Award w kategorii Best British Female Artist dla Annie Lennox
- 1990: Brit Award w kategorii Best British Producer dla Davida Stewarta
- 1999: Brit Award w kategorii Outstanding Contribution to British Music
- 2000: Silver Clef Award
- 2000: Nagroda ASCAP za piosenkę „Sweet Dreams”
- 2003: Kindred Spirit Music Award
- 2008: Nagroda ASCAP za piosenkę „Sweet Dreams”